# Мария Октябърская
Мария Василиевна Октябърская (родена през 1902 или 1905 г. в Крим и починала на 15 март 1944 г. в Смоленск) е съветска жена танкист, воювала по време на Великата отечествена война.
Като механик-водач на танка си „Боевая подруга“ („Бойна приятелка“) тя участва в битката при Смоленск през 1943 г. Тя е и първата жена танкист, удостоена със званието Герой на Съветския съюз.

## Биография
Мария Василиевна Октябрская е родена в селско семейство на Кримския полуостров. Посочените дати на раждане са 3 август 1902 г. или на 16 август 1905 г. Тя е една от десетте братя и сестри. Преди Втората световна война е работила в консервна фабрика, а също и като телефонна операторка. През 1925 г. се омъжва за офицер от съветската армия. Омъжена, тя се интересува от военни дела. Включва се в женската армия и се обучава за военна медицинска сестра. Учи се да използва оръжия и да управлява превозни средства.
По време на Втората световна война, при избухването на операция „Барбароса“, тя е евакуирана в Томск в Сибир. Именно там научава, през 1943 г., че съпругът ѝ е бил убит в бой близо до Киев. Август 1941 г.
На 38 години тя участва в петмесечна програма за обучение по танкове. Тези пет месеца обучение са необичайни за танковите екипажи по онова време; обикновено екипажите на танковете са били изпращани директно на фронтовата линия с минимално обучение.
На 18 януари 1944 г., по време на битка за гара Кринки (Витебска област в днешна Беларус), тя поправяла повредения си танк под вражески огън, когато осколка от снаряд сериозно наранила окото ѝ. Тя изпада в кома и почива на 15 март във военната болница в Смоленск.
В нейна памет три други танка след нейния са последователно наречени „Боевая подруга“. Четвъртата „бойна приятелка“ доживява края на войната, като участва в превземането на Кьонигсберг през 1945 г.
Мария Октябрьская е първата жена водач на танк, удостоена със званието Герой на Съветския съюз.

## Кореспонденция сЙосиф Сталин
| „ | Москва, Кремъл. До председателя на Държавния комитет по отбрана. До Върховния главнокомандващ. Уважаеми Йосиф Висарионович! В сраженията за Родината загина моят съпруг – полковият комисар Иля Федотович Октябърски. За неговата смърт, за смъртта на всички съветски хора, измъчвани от фашистки варвари, искам да си отмъстя на фашистките кучета, за което внесох всичките си лични спестявания – 50 000 рубли – в държавната банка за построяването на танк. Моля Ви да кръстите танка „Бойна приятелка“ и да ме изпратите на фронта като водач на този танк. Имам специалност шофьор, отлично владея картечница и съм „Ворошиловски стрелец“. Изпращам Ви топли поздрави и Ви желая дълги, дълги години здраве, за страх на враговете и за слава на нашата Родина. Мария Василиевна Октябърская. гр. Томск, Белински, 31. | “ |

Сталин отговаря по следния начин:
| „ | Томск, ул. Белински, 31 Другарко Мария Василиевна Октябърская Благодаря Ви, Мария Василиевна, за загрижеността Ви за бронираните сили на Червената армия. Вашато желание ще бъде изпълнено. Моля, приемете моите поздрави. Й. Сталин. | “ |